# Rokumeikan

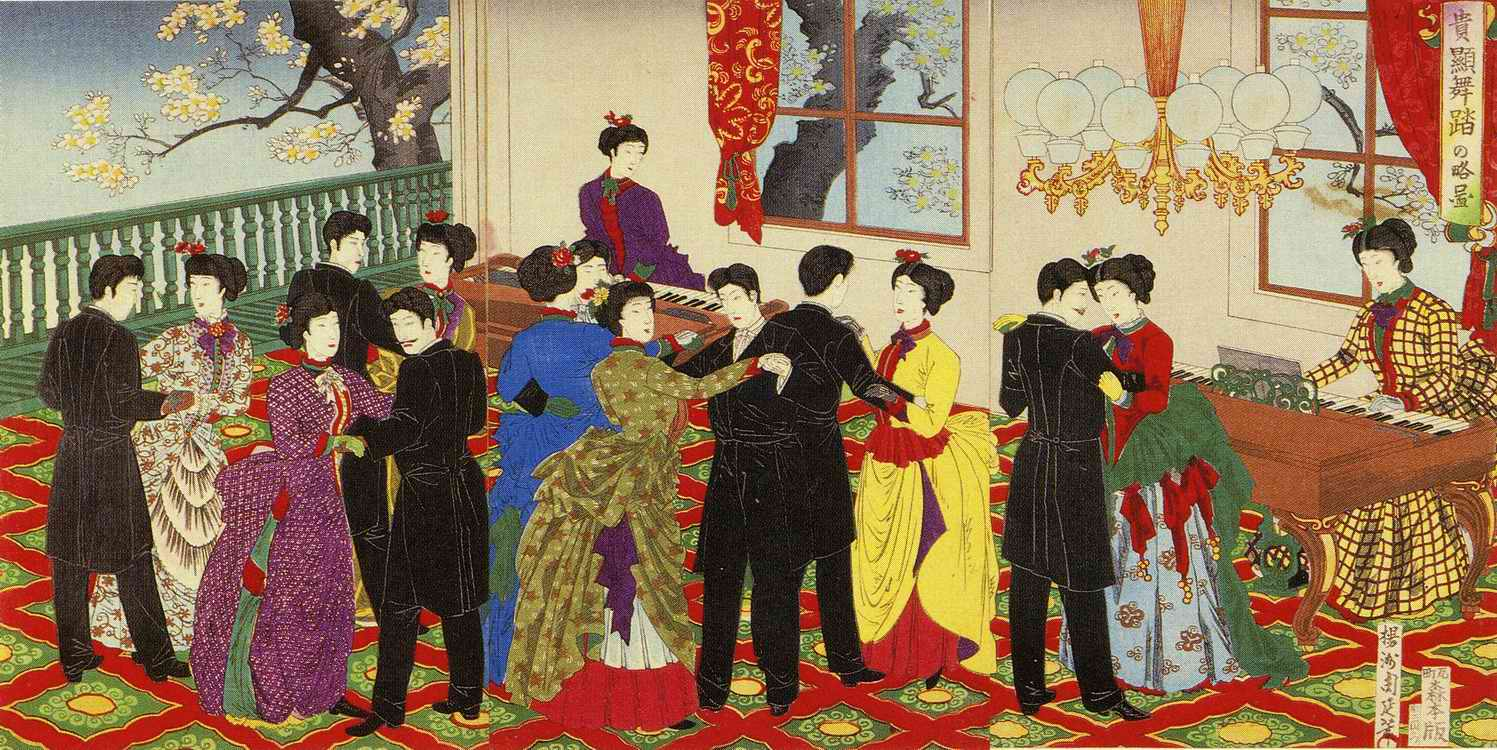
Tánc a Rokumeikanban, 1888-ban

A Rokumeikan (鹿鳴館, 'Szarvasbőgés Pavilon') 1883-ban az angol Josiah Conder által tervezett nyugati stílusú, eklektikus klubház volt Tokió Hibija negyedében, ahol csillogó estélyeken szmokingos japán urak és turnűrös hölgyek s a külföldi üzleti és diplomáciai testület tagjai táncoltak-szórakoztak Kelet és Nyugat nagy egymásra találásának évtizedében (a „Rokumeikan-korban”), ám az egyenlőtlen szerződések tárgyában (Townsend Harris, Inoue Kaoru) rugalmasságra képtelen nyugati kormányok miatt a légkör hamar megfagyott, a klub kihalt, s 1889-ben el kellett adni, 1941-ben pedig mint a „rossz emlékű” múlt mementóját a militarista kormányzat le is bontatta. Itt játszódik Akutagava Rjúnoszuke lírai szépségű „Estély” című novellája, amely a japán grófkisasszony és a francia tengerésztiszt röpke találkozásával Pierre Loti Krizantém asszony című regényének s így áttételesen a Pillangókisasszonynak az eredetét rajzolja meg.